# Ясотхон (провінція)
Ясотхон (тай. ยโสธร) — провінція на сході Таїланду, розташована в регіоні Ісаан. Адміністративний центр і найбільше місто — Ясотхон.
Площа 4161 км². Населення — 540 211 осіб (на 2014 рік).